# Costa degli Schiavi olandese
La Costa degli Schiavi olandese (olandese: Slavenkust) fu un avamposto commerciale della Compagnia olandese delle Indie occidentali sulla Costa degli Schiavi, corrispondente all'area attualmente compresa tra gli stati del Ghana, del Benin, del Togo e della Nigeria. Lo scopo primario di questo avamposto era quello di rifornire di schiavi le piantagioni delle colonie nelle Americhe. Il coinvolgimento degli olandesi nella Costa degli Schiavi ebbe inizio con l'apertura di un primo avamposto a Offra nel 1660. Successivamente, il centro venne spostato ad Ouidah, dove inglesi e francesi avevano pure delle postazioni commerciali. Le continue ribellioni fecero sì che gli olandesi abbandonassero Ouidah nel 1725, spostandosi presso Jaquim, dove costruirono Fort Zeelandia. Dal 1760, gli olandesi abbandonarono definitivamente l'ultimo avamposto commerciale della regione.
Durante tutta la sua esistenza, la colonia della Costa degli Schiavi olandese ebbe continue relazioni con la vicina Costa d'Oro olandese, con base ad Elmina, nell'attuale Ghana.

## Storia

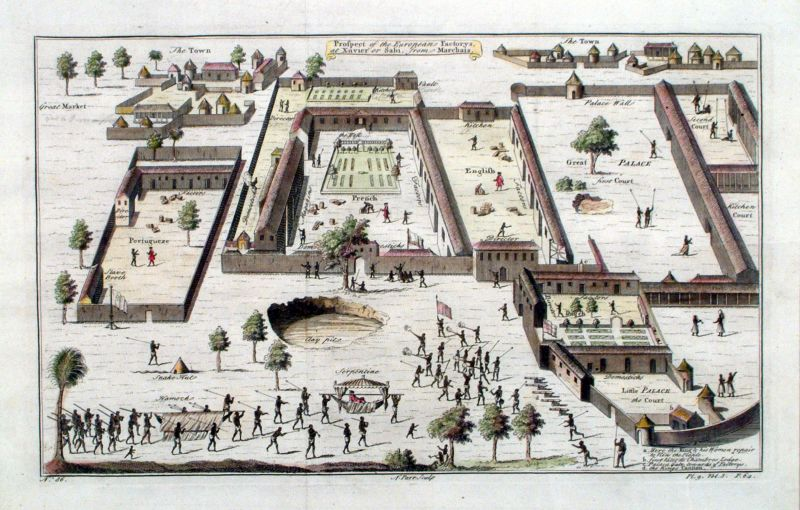
Prospetto delle fabbriche europee e del palazzo reale di Savi. Vi sono inclusi gli avamposti inglesi, francesi ed olandesi. L'avamposto olandese si trova in basso a destra.

Secondo varie fonti, la Compagnia olandese delle Indie occidentali iniziò a commerciare regolarmente col territorio degli Ajaland e con la capitale Allada dal 1640 in poi. Gli olandesi avevano già negli anni precedenti conquistato un certo interesse nella tratta atlantica degli schiavi africani dopo che avevano conquistato la parte settentrionale del Brasile strappandola ai portoghesi. Willem Bosman scriveva nel suo Nauwkeurige beschrijving van de Guinese Goud- Tand- en Slavekust (1703) che Allada era chiamata anche Grand Ardra, mentre Offra era nota come Piccola Ardra. Dal 1660 in poi, la presenza olandese ad Allada ed in particolare ad Offra divenne sempre più significativa. Un rapporto di quell'anno indica che gli avamposti commerciali degli olandesi, oltre ad Allada e ad Offra, erano posti a Ìlú Benin, Grand-Popo e Savi.
L'avamposto di Offra divenne ben presto uno dei più importanti per gli olandesi nell'area della Costa degli Schiavi. Secondo un rapporto del 1670, annualmente qui transitavano dai 2500 ai 3000 schiavi verso le Americhe e, scrivendo negli anni '90 del Seicento, Bosman così commentava il commercio a Fida, "il traffico di uomini è tenuto qui alla stregua delle bestie che vivono con noi." Il numero degli schiavi calava in tempo di guerra. Dal 1688 in poi, le guerre tra il re di Allanda e le altre popolazioni delle regioni costiere, impedirono un regolare rifornimento di schiavi. La Compagnia olandese delle Indie occidentali decise di prendere le parti di re Aja, causando così la distruzione dell'avamposto di Offra nel 1692 ad opera delle forze opposte nel conflitto. Dopo questo duro colpo, la presenza olandese nella Costa degli Schiavi iniziò a diminuire sempre più.
Durante il suo secondo viaggio nel Benin, David van Nyendael fece visita al sovrano locale a Ìlú Benin. La dettagliata descrizione del suo soggiorno venne inclusa nell'appendice dell'opera di Willem Bosman, Nauwkeurige beschrijving van de Guinese Goud- Tand- en Slavekust (1703). La sua descrizione del regno rimane ancora oggi una delle più antiche descrizioni del Benin.
Su istigazione del governatore generale della Costa d'Oro olandese Willem de la Palma, Jacob van den Broucke venne inviato nel 1703 come "opperkommies" (capo mercante) all'avamposto olandese di Ouidah, che secondo le fonti venne fondato attorno al 1670. Ouidah era anche il luogo ove inglesi e francesi commerciavano schiavi, il che lo rendeva un luogo particolarmente importante a livello economico su tutta la costa; nel 1721 vi si insediarono anche i portoghesi, costruendo il forte di São João Baptista de Ajudá.
Le lotte interne furono la ragione per cui l'avamposto di Ouidah alla fine venne chiuso nel 1725. La compagnia in quel tempo spostò il proprio quartier generale a Jaquim, porto situato più ad est. Il responsabile dell'avamposto, Hendrik Hertog, era un ottimo commerciante di schiavi. Nel tentativo di estendere la sua area di commercio, Hertog aveva negoziato con le tribù locali e questo aveva portato a dei contrasti. Egli entrò per questo in conflitto col direttore generale della colonia, Jan Pranger, e venne esiliato sull'isola di Appa nel 1732. L'avamposto commerciale olandese sull'isola venne esteso per divenire un nuovo centro schiavista. Nel 1733, Hertog tornò a Jaquim, questa volta estendendo l'avamposto in quello che divenne Fort Zeelandia. La ripresa del commercio degli schiavi a Jaquim fu ad ogni modo solo temporanea, dal momento che i suoi superiori nella Compagnia olandese delle Indie occidentali notarono che il costo degli schiavi di Hertog era superiore rispetto a quelli venduti nella vicina Costa d'Oro. Dal 1735, Elmina divenne il nuovo centro di traffico degli schiavi.

## Avamposti commerciali
| Luogo                                              | Fondazione | Chiusura/abbandono | Commenti |
| -------------------------------------------------- | ---------- | ------------------ | --- |
| Offra (Pla, Cleen Ardra, Klein Ardra, Offra)       | 1660       | 1691               | Avamposto originario sulla Costa degli Schiavi olandese, Offra venne fondata nel 1660. Secondo un rapporto del 1670, da qui transitavano annualmente tra i 2500 ed i 3000 schiavi. Il forte venne distrutto nel 1692 nell'ambito di conflitti locali. |
| Allada (Ardra, Ardres, Arder, Allada, Harder)      | 1660       | ?                  | La Compagnia olandese delle Indie occidentali commerciava con Ajaland già dal 1640. Secondo alcune fonti, la città era chiamata "Grand Ardra". |
| Ìlú Benin                                          | 1660       | 1740               | Nell'attuale Nigeria. |
| Grand-Popo                                         | 1660       | ?                  | |
| Savi (Sabee, Xavier, Savy, Savé, Sabi, Xabier)     | 1660       | ?                  | All'inizio del XVIII secolo, gli olandesi avevano a Savi (capitale del regno di Whydah), un piccolo avamposto commerciale posto non lontano dal locale palazzo reale. Se comparato agli avamposti inglesi e francesi, quello olandese era di natura più minimalista. |
| Ouidah (Fida, Whydah, Juda, Hueda, Whidah)         | 1670       | 1725               | Ouidah era il principale centro di commercio degli schiavi per francesi e inglesi sulla Costa degli Schiavi. Nel 1703 il governatore generale della Costa d'Oro olandese, Willem de la Palma, inviò Jacob van den Broucke come "capo mercante" a Ouidah. L'avamposto venne abbandonato nel 1725, in favore dell'avamposto di Jaquim, per tensioni politiche locali. |
| Agathon (Aggathon, Agotton)                        | 1717       | ?                  | L'avamposto di Agathon, nell'attuale Nigeria, era situato su una collina sulle rive del fiume Benin (detto anche Rio Formoso). Agathon era un importante centro commerciale per tessuti, in particolare il cosiddetto "Benijnse panen". Nel biennio 1718-1719, rese oltre 6 tonnellate di avorio. |
| Jaquim (Jaquin, Jakri, Godomey, Jakin)             | 1726       | 1734               | Jaquim fu uno degli avamposti più fruttuosi di tutta la Costa degli Schiavi. Divenne l'avamposto principale dopo l'abbandono di Ouidah nel 1725. Nel 1733 Fort Zeelandia venne qui eretto, ma due anni dopo il direttore della Compagnia olandese delle Indie occidentali decise di trasferire il commercio degli schiavi al castello di Elmina dove essi risultavano più economici da acquistare. |
| Aného (Petit Popo, Little Popo, Klein Popo, Popou) | 1731       | 1760               | Little Popo, noto anche come Aného, era l'avamposto più ad ovest nella Costa degli Schiavi. Per questo, l'avamposto subì la competizione con la Compagnia dell'Africa danese di base nella Costa d'Oro danese. |
| Appa 1                                             | 1732       | 1736?              | L'isola di Appa si trovava ad est di Offra. Hendrik Hertog venne deportato in quest'isola da Jaquim nel 1732 per contrasti locali. Sull'isola, fondò un nuovo avamposto commerciale, che nella sua ottica avrebbe dovuto sostituire quello di Jaquim. Appa e la ricostruita Jaquim, ora nota come Fort Zeelandia, divenne un centro importante per il commercio degli schiavi sino al 1735, quando la Compagnia olandese delle Indie occidentali decise di spostare il commercio degli schiavi ad Elmina sulla Costa d'Oro. Hertog si portò a Pattackerie nel 1738, temendo che Appa potesse essere attaccata dalle tribù locali. |
| Appa 2 (Epe, Ekpe)                                 | 1732       | 1755?              | Appa 2 è il nome utilizzato da alcune fonti per riferirsi all'avamposto dove Hendrik Hertog si portò dall'isola di Appa, ad est di Offra. Egli chiamò il nuovo avamposto Appa, ma questo era situato presso Pattackerie (l'attuale Badagri). |
| Badagri (Pattackerie)                              | 1737       | 1748               | Indicato come un avamposto separato dall'"Appa 2", si trovava presso Badagri. In realtà non siamo certi che si trattassero di due avamposti distaccati o che si trattasse di un solo avamposto. |
| Meidorp (Meiborg)                                  | ?          | ?                  | Meidorp era situato presso il fiume Benin (detto anche Rio Formoso). Esso era un forte in legno costruito inizialmente dai commercianti olandesi. Venne abbandonato dopo che l'ultimo mercante, Beelsnijder, si rivoltò contro la popolazione locale. |